# Rybník

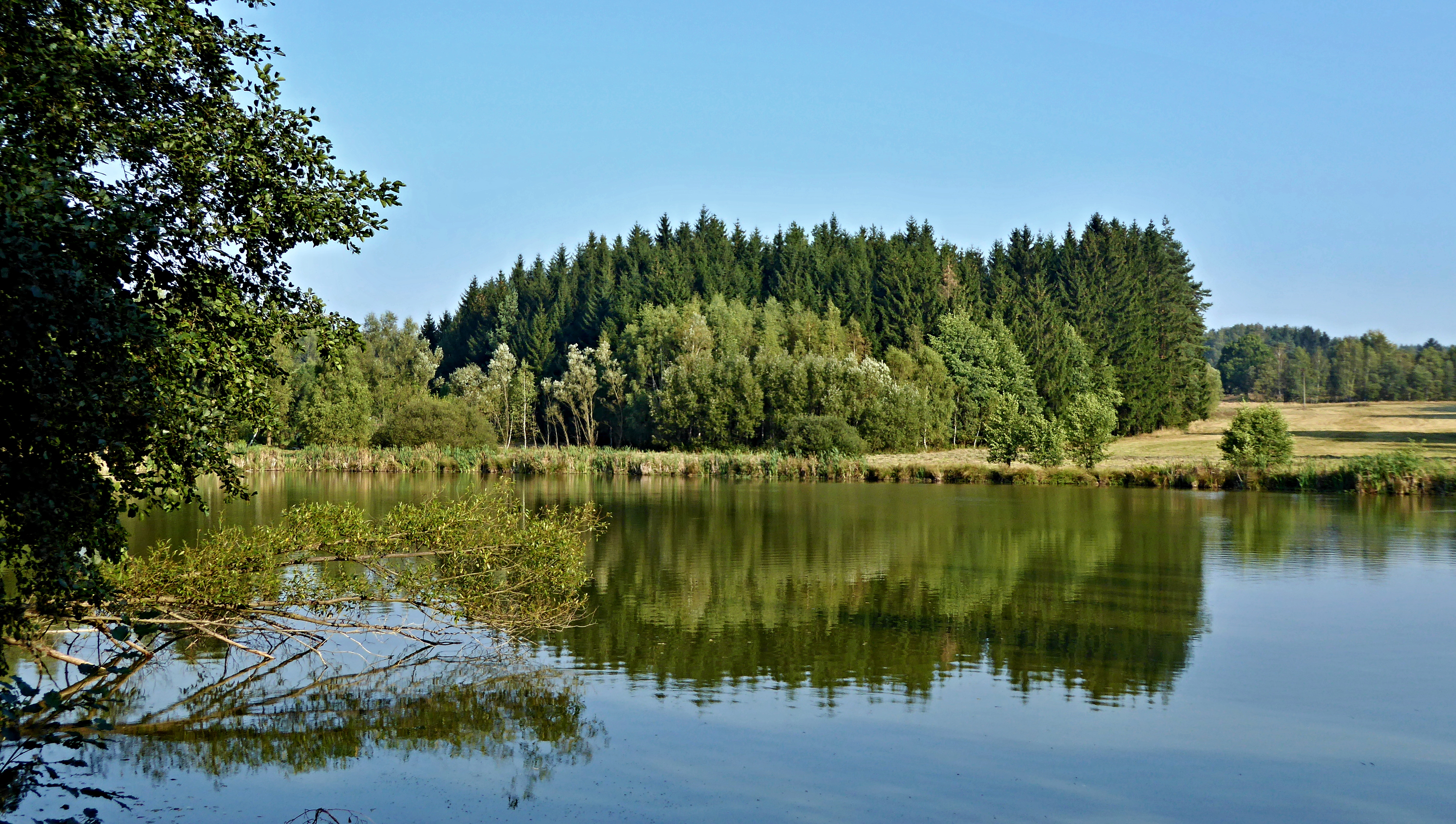
Dolní ratajský rybník, součást rybniční soustavy, využívaný k chovu ryb, Hlinsko

Rybník, někdy označovaný jako vodohospodářská stavba, je vodní dílo typu umělé vodní nádrže určené především k chovu ryb, vodní drůbeže a obecně plní i funkci přirozeného zadržování (retence) vody v krajině.
Součástí rybníka je nádrž, přírodní dno, hráz a technická vybavenost nutná k regulaci vodní hladiny, s možností vypuštění (tzv. tažení) a slovení rybníka, loviště a kádiště. Kromě většinou průtočné vodní nádrže se zatopenými pozemky na úroveň hladiny vody při navrženém průtoku, má přítokovou a odtokovou část, popřípadě obtokovou stoku (tzv. obtokový rybník).
V krajině je rybník vnímán jako krajinný prvek, jednotlivý nebo tvoří skupiny samostatných nebo vzájemně vodními toky propojených rybníků do tzv. rybniční soustavy, využívající přírodní poměry a terén, například ve vhodných hydrogeologických lokalitách. Rybník může mít také význam prvku zahradní architektury používaného v sadovnické tvorbě, rybníky i soustavy rybníků využívá též k napodobení říčního toku.
Z hlediska katastrálního zákona je vodní plocha rybníka druhem pozemku zapisovaném do katastru nemovitostí. Rybník je součástí pozemku ve smyslu ustanovení občanského zákoníku. Vlastník pozemku, na kterém je vybudován, nemůže být vyloučen z podílu na vlastnictví rybníka jinak, než ze zákona. Jinak jsou také posuzovány vlastnické vztahy k rybníku a pozemku, na kterém byl vybudován, vzniklé před účinností Zákona č. 89/2012 Sb., občanský zákoník.

## Typy a systém rybníků

### Dělení rybníků podle umístění v krajině

#### Dle zdroje vody
Rybníky se podle způsobu zásobení vodou dělí na:
- nebeské, plněné dešťovou vodou
- pramenité, zdrojem je vodní pramen
- říční
- potoční
- se slanou vodou, především v jihovýchodní Asii, v Česku se nevyskytují

#### Dle způsobu napojení na vodní tok
- průtočný: přímo na vodním toku, více ohrožovaný povodněmi a sedimenty
- boční (obtočný): mají přivaděč z toku a vodu do něj zase vracejí

#### Dle příslušnosti k rybniční soustavě
Rybníky mohou být ojedinělé (izolované) nebo mohou být v rybniční soustavě s napájecími, odvodňovacími náhony a obtokovými stokami pro regulaci přítoku a odtoku vody. Největší rybniční soustavy v Čechách jsou v okolí (abecedně řazeno) Blatné, Českých Budějovic a Vodňan. Na Moravě jsou největší v okolí Lednice, Pohořelic, Hodonína, v Pomoraví a na Žďársku.

#### Dle okolností ovlivňující prostředí v rybníce
Rybníky dělíme podle okolí na polní, luční, lesní, návesní a ostatní, podle klimatu na vrchovinné a nížinné, podle složení vody přitékající do rybníka, velikosti rybníka, průměrné hloubky, velikosti břehového koeficientu, složení podloží rybníka a dalších kategorií. Tyto charakteristiky rybníka určují vhodnost pro jeho konkrétní hospodářské využití.

### Dělení rybníků podle hospodářských kategorii

#### Dle druhového složení populace ryb
V Česku dominují kaprové rybníky, časté jsou i pstruhové, podle charakteru rybníka jsou v menší míře chovány i další druhy ryb.

#### Dle funkce rybníků a dalších rybníkářských nádrží
- hlavní rybníky jsou plochou největší rybníky, dokončuje se v nich produkční turnus ryb a výstupem je vážná (tržní) ryba, jsou to všechny nejznámější rybníky
- plůdkový předvýtažník a plůdkový výtažník, výtažník slouží k chovu mladých ryb, technologie chovu závisí na konkrétním druhu ryb
- komorové rybníky, slouží ke komorování (zimování) ryb před vysazením do hlavních rybníků
- sádky (uchování ryb z výlovů do doby prodeje)
- mateční rybníky pro chov generačních ryb
- Dubraviovy rybníčky[5] pro přirozený výtěr ryb v malých rybníčcích
- karanténní nádrž, izoluje ryby od okolí, používá se při podezření na nákazu nebo při chovu GMO
- stabilizační (biologické) rybníky, především stabilizují složení vody a produkce ryb má druhotný význam, zřizují se za výpustmi odpadů z potravinářského průmyslu (mlékárny, jatka), kořenové čističky i jiné provozy
- rybníky pro rybníkářský výzkum

#### Dle intenzity hospodaření
Rybníky dělíme na extenzivní, polointenzivní a intenzivní, kritériem je rozsah hnojení, vápnění a dalších zásahů.

#### Dle bonity
Rybníky s ročním hektarovým výnosem:
- nad 200 kg ryb
- nad 100 kg a pod 200 kg ryb
- nad 50 kg a pod 100 kg ryb
- pod 50 kg ryb
- rybníky hospodářsky nepoužitelné, např. chemicky kontaminované laguny

### Další funkce rybníků
Vedle chovu ryb mohou rybníky poskytovat i jiné produkty:
- Na březích rybníků zařízení pro chov hus nebo jiné vodní drůbeže.
- V Maďarsku a zemích jihovýchodní Evropy jsou rybniční rákosiny pravidelně sklízeny, rákosí se využívá k výrobě doškových střech. V Česku není vhodné klima pro pěstování kvalitního rákosí.
- Speciálním chovem mohou ryby získávat speciální vlastnosti, příkladem je superkapr.
- Některé rybníky se využívají k chovu žab, raků nebo k lovu vybraných druhů volně žijících vodních ptáků.
- V zamokřených zátopách rybníků jsou často vysazována stromořadí babek (vhodně řezané vrby), ze kterých se sklízí proutí pro košíkářství.
- V některých zemích se rybniční bahno zpracovává na hnojivo. V Česku zákonná úprava považuje rybniční bahno za odpad.
- Na rybníce může být instalována malá vodní elektrárna. Příkladem je rybník Rožmberk s instalovaným výkonem 260 kW.
- Experimentálně se filtruje nežádoucí biomasa (především přemnožené sinice) a zkoumají se možnosti jejího zpracování na biopaliva. Toto využití je ve fázi vývoje.
- V minulosti se v zimě na rybnících těžily bloky ledu pro ledárny.

Rybníky mohou být využívány k vodním sportům, vodním radovánkám, sportovnímu rybářství, sportovnímu lovu ptáků a bruslení ve volné přírodě. Rybníky pro rekreaci jsou obhospodařovány zpravidla méně intenzivním způsobem, což zajišťuje dobrou kvalitu vody.
Důležitou funkcí rybníka je zadržování vody (retence) v krajině:
- Vodní kapacita rybníka vyrovnává průtok a tlumí povodňovou vlnu.
- Některé rybníky plní úlohu protipožární vodní nádrže, proto se nenechávají dlouhodobě vypuštěné.
- Rybníky jsou také meliorační stavbou, v zamokřeném území stahují vodu do jednoho místa k výtoku z rybníka.
- Biologické pochody v rybníku mohou zlepšovat kvalitu protékající vody, viz biologické rybníky.

## Části rybničního díla a terminologie
- Obsádka označuje množství ryb, které se nachází v daném rybníku (nebo řece či jiném vodním díle).[6] Obsádka může být přirozená, tedy být výsledkem přírodních procesů, nebo umělá, tedy ovlivněná člověkem. Množství ryb, které se v dané lokalitě nacházejí je důležitým faktorem pro jejich chov, růst i přežívání. Tyto ukazatele ovlivňuje druhové složení obsádky, proto se obvykle sleduje i například obsádka kapra, štiky, cejna v daném revíru.

### Vypuštění a výlov rybníka
- Loviště se rozdělují na loviště:
  - Loviště v rybníku,
  - Loviště pod hrází na vzdušné straně hráze práci zrychluje a kvalitu zvyšuje, po vypuštění ryb do loviště umožňuje rybník ihned napustit pro plnění dalších účelů vodního díla, například akumulace, energetické využití apod. Využití mechanizace, usnadnění a rychlost práce, kooperace.
  - Loviště centrální, které slouží pro více rybníků a z těchto rybníků má do prostoru loviště společnou stoku. Zde přichází do úvahy nejvyšší možné využití mechanizace, kooperace a kvality.
- Loviště je odbahněná jáma v nejhlubší části rybníka nebo pod hrází na suché straně hráze, kde je nutné vzdouvat vodu pro ryby nebo podle potřeby jinde v centrálním lovišti, která má zpravidla tvar kvádru nebo oválu. Při vypuštění rybníka se ryby hromadí v lovišti, které se ihned nevypouští. Loviště pod hrází má výhodu v možném přívodu čisté okysličené vody ze zpravidla přilehlých toků. Pokud má vodní dílo více účelů, například akumulace vody pro energetické využití, může být rybník ihned napouštěn po vypuštění ryb do loviště pod hrází na suché straně hráze vypouštěcím potrubím a s rybami může být manipulováno později a podle potřeb. Pokud má rybník vypouštěcí potrubí dřevěné, je nutná v navazujícím lovišti taková výška hladiny, aby dřevěné potrubí bylo zajištěno trvale pod vodou a dřevo bez přístupu kyslíku nehnilo. Loviště pod hrází nebo centrální bývá oplocené, aby se zabezpečilo proti nezvaným hostům a z loviště pod hrází na suché straně hráze je možné dlouhodobě prodávat čerstvé ryby zákazníkům na přímo. V takovémto lovišti je snazší použití mechanizace, snižuje se namáhavost práce, při přítoku čisté kyslíkaté vody se zlepšuje prostředí pro ryby, výlov se časově zkracuje. Loviště pod hrází na suché straně hráze nebo centrální loviště má mnoho výhod z mnoha hledisek, proto je z mnoha hledisek výhodnější.
- Loviště pod hrází na suché straně hráze i centrální loviště se vlivem proudu vody nanesených nánosů a naplavenin z rybníka velmi snadno zanáší, proto je třeba po každém výlovu loviště vyčistit od bahna a rybníky včas odbahňovat. Loviště pod hrází i loviště centrální jsou mnohem snadněji odbahnitelná různými sacími mechanismy umístěných na nákladních automobilech jejichž automatizace i prvky na ovládání sacího potrubí velmi usnadňují práci a zvyšují rychlost i efektivitu významným snižováním časové náročnosti i nákladů. Bahno je sice nebezpečný odpad z mnoha hledisek(mikroorganismy, chemické zatížení, olověné broky, apod.), ale pokud rozbor vyhoví a pomocí odstředivého zařízení sacího bagru se vytřídí broky je velmi vhodným materiálem na všechnu zemědělskou půdu, kde následně významně zvyšuje výnosy. Ekonomika starého Egyptu byla mnohem víc než značným rozsahem závislá na pravidelných bahnitě výživných záplavách Nilu
- Kádiště je zpevněné místo v blízkosti loviště, kde jsou vytažené ryby manipulovány. Kádiště je s korunou hráze spojeno schody (malé rybníky) nebo sjezdem a výjezdem pro nákladní automobily (velké rybníky).
- Bort je zpevněný okraj loviště.
- Systém stok na dně rybníka brání vzniku tůní při vypouštění, urychluje vysychání dna při letnění a tvoří vodoteče ve vypuštěném rybníku.
- Výpusť umožňuje vypuštění a napuštění rybníka. V praxi se používají různá konstrukční řešení (stavidlo, čap, požerák, lopata, čerpadlo).
- Kaberna (též očapí) je brlení ohrazující čap.

### Hráz rybníka
- Hráz je postavena z místních přírodních materiálů. Vzdušná strana hráze a koruna je zpevněna duby a další vegetací. Po hrázi obvykle vede cesta.
- Berma je nápadné zesílení hráze u paty.
- Bezpečnostní přeliv (jalový splav) zabraňuje přelití vody přes korunu a následné protržení hráze.
- Česle znemožňují vyplavení ryb bezpečnostním přelivem.
- Odtokové potrubí odvádí vodu z rybníka. Vzácně se používá i ražená odtoková štola.
- Ve vývařišti se tlumí kinetická energie vytékající vody.

### Napájení rybníků a vodní plocha
- Náhon přivádí vodu k rybníku. Náhon může mít délku až několik desítek kilometrů (např. Zlatá stoka).
- Obvodová stoka odkládání část přitékající vody, která se pak vůbec nedostane do rybníka. Důvody stavby obvodové hráze jsou zpomalení výměny vody, ochrana před povodní, snížení množství naplavenin a zabránění splavování hnojiv z okolních polí přímo do rybníka.
- Zátopa jsou zaplavené pozemky při běžném vzdutí hladiny.
- Výtopa zahrnuje i další pozemky, kde je vyloučeno jiné hospodářské použití. Pozemky ve výtopě mohou být silně podmáčené, zatopené při vyšším vzdutí hladiny a podobně.
- Katastrální území rybníka by mělo obsahovat celou výtopu.

### Hospodářské zásahy
- Při letnění a zimování se rybník nechává vypuštěný.
- Při odbahňování se odstraňují nežádoucí sedimenty.
- K vápnění rybníků se používá pálené vápno nebo mletý vápenec.
- Pro zvýšení úživnosti se rybníky hnojí nebo přikrmují.

### Pomůcky používané při výlovu
- Nádobí je souhrnný výraz pro všechno náčiní, které se užívá při výlovu.
- Plot je dlouhá síť, která brání rybám v úniku z loviště.
- Klika je tyč, která se zaráží do rybničního dna.
- Nevod je rybářská síť určená k výlovu (vatka je malý nevod).
- Ferule (též rybářské právo) je odznak, který se ukazuje při tradičních výlovech.
- Bidlo je tyč. Údery bidla o vodu se plaší ryby.
- Mechanickým keserem se dnes vytahují ryby z loviště.
- Dříve se z loviště ryby ručně vybíraly do řešátek.
- Přívlač je rybolovnou technikou určenou výhradně pro lov dravých ryb.
- Čeřen je druh rybářské sítě.

## Ekosystém rybníků
Vzhledem k tomu, že rybník je dílem člověka, nemá zdaleka tak vyrovnaný ekosystém jako horské říčky či přírodní jezera. Některé rybníky jsou zarostlé rákosím či obsazené sinicemi, kterým chybí přirozený konzument, proto je nutné ke každému rybníku či vodní nádrži přistupovat jako k samostatnému ekosystému.
Rybníky mají velký význam v hydrologickém systému. Vytvářejí složité mozaiky biotopů, které jsou základem ekologické rozmanitosti a druhové pestrosti. Je-li zachován alespoň několikametrový pás litorálu – příbřežní vodní a mokřadní vegetace, jsou rybníky přirozeným centrem vysoké rozmanitosti jak rostlin, tak živočichů, a to od mikroskopických organismů přes vodní hmyz až po obojživelníky a ptáky. Pro vodní ptactvo bývají významným hnízdištěm a jsou také důležitou zastávkou tažných ptáků. Rybníky také příznivě působí na místní klima, kdy vyrovnávají teplotní výkyvy v krajině – za horka ochlazují a za chladných nocí naopak ohřívají. Globálně ale mohou klimatu škodit.

### Intenzivní hospodářství
S nástupem intenzivního rybničního hospodářství ve 20. století se v Česku výrazně proměnil ekosystém rybníka. Výrazným navýšením produkce kaprů se zvýšilo i hnojení a přikrmování, které zhoršuje kvalitu vody a vede k výraznému úbytku zooplanktonu (který sežere kapr) a zvýšení růstu fytoplanktonu (sinice a řasy). Tento proces se nazývá eutrofizace. O jak významné navýšení chovu, šlo ukazuje statistika, kdy se od 50. let postupně navýšila produkce ze stovky kg na hektar vody až na pět set kg, ale výjimkou není ani dvojnásobek. Ke špatné kvalitě vody přispívají také živiny naplavované z polí a splašková voda z obcí, čímž se do rybníků dostává dusík a fosfor. Fosfor je navíc obsažen i v obilí, kterým se kapři přikrmují. Úbytek přirozené potravy pak negativně dopadá především na obojživelníky a potápivé kachny. Zamořená voda po intenzivním chovu dále znečišťuje potoky a vodní zdroje. Přerybnění se také negativně promítá do kvality masa v důsledku nepřirozené a nevyvážené potravy. Mnohé rybníky včetně těch v chráněných územích ČR jsou po zavedení neudržitelného intenzivního chovu kaprů v katastrofálním stavu. Voda v rybníce často připomíná zelenou kaši, jejíž průhlednost je 10–15 cm, s nedostatkem kyslíku. Důvodem tohoto problému je nedostatečná legislativní ochrana rybníků. Problematická je i nedostatečná informovanost veřejnosti o problematice velkochovů a jejich vlivu na krajinu a ekosystém.

### Otravy olovem
Zejména vodním ptákům a dravcům škodí olověné broky, které se používají při lovu ptáků, a rybářské zátěže (olůvka). Do těla zvířat se olovo dostává po konzumací broků a olůvek (což vede k přímé otravě) nebo z kontaminované vody, půdy nebo kořisti. Podle České společnosti ornitologické se v Evropě otráví olovem odhadem kolem milionu ptáků ročně. Pokud se do těla ptáka dostane malé množství olova, nemůže pták trávit potravu, je negativně ovlivněna jeho srdeční funkce, ochromena nervová soustava a narušeno jeho rozmnožování. Vysoká dávka olova vede rovnou k úhynu, ale olovo škodí v jakémkoliv množství. Přestože česká legislativa používání olověných broků omezuje zákazem užívání olověných broků k lovu vodního ptactva v mokřadech, dodržování není vymáháno. Další problematikou je odlišné chápání chráněných stanovišť z pohledu ministerstva životního prostředí a ministerstva zemědělství. V praxi tak stále dochází k užívání olověných broků.

## Rybníky v Česku

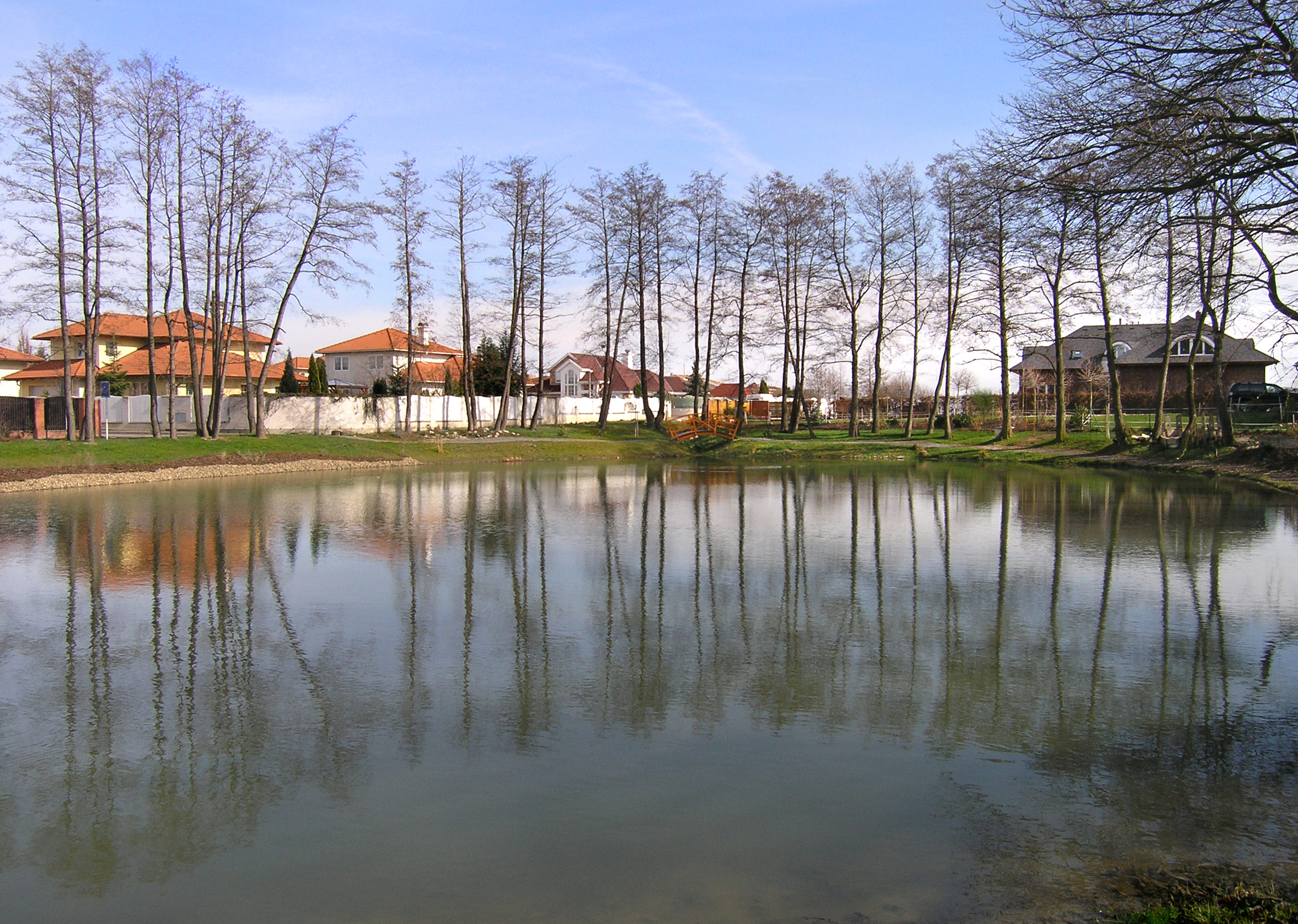
Rybník Šmatlík v Praze-Hrnčířích

V českých zemích sahá tradice rybníkářství do 12. století, tradiční rybníkářskou oblastí jsou jižní Čechy. Rybníky byly zakládány po celém území dnešní České republiky, kromě horských oblastí, kde se tak dělo jen výjimečně.
Největším českým rybníkem s plochou 4,89 km² a maximální hloubkou 6 m je Rožmberk, vybudovaný na řece Lužnici, severně od Třeboně.
V jižních Čechách se nacházejí další velké rybníky, Horusický rybník (4,15 km²) u Veselí nad Lužnicí, Bezdrev (5,2 km²) u Hluboké nad Vltavou, Dvořiště (3,37 km²), Velký Tisý (3,17 km²), Dehtář (2,46 km²) a také Svět (2,15 km²) a Opatovický (1,65 km²), před rozdělením původně jediný rybník (3,80 km²), u Třeboně. Rybník Svět má při normálním stavu objem 0,33 mil. m3 nadržené vody, dokázal však zadržet více než 10 mil. m3 vody v roce 2002 při povodních.
V Polabí leží například Bohdanečský rybník (2,49 km²), u Doks rybník s názvem Máchovo jezero (2,84 km²), dosahující hloubky 5 metrů.
Na Moravě je největším rybníkem Nesyt (2,96 km²).
V Česku se nachází více než 24 000 rybníků s celkovou plochou zhruba 52 tisíc hektarů. K chovu ryb se využívá asi 42 tisíc hektarů. Roční produkce ryb je přibližně 20 tisíc tun, přičemž 89 % tvoří kapr.